# Simple Service Discovery Protocol
A Simple Service Discovery Protocol (SSDP) egy számítógépes hálózati protokoll, egy lejárt IETF Internet draft, amit a Microsoft és a Hewlett-Packard készített. Az SSDP az alap protokollja az Univerzális Plug and Play (UPnP) keresőszolgáltatásának.
Ez a protokoll lehetőséget nyújt arra, hogy a hálózati kliensek minimális konfigurálás mellett vagy akár konfigurálás nélkül is felderíthessék a kívánt hálózati szolgáltatásokat.
Az SSDP két fő funkciója:
- Options (Lehetőségek): megállapítja a kívánt hálózati szolgáltatás jelenlétét a hálózaton.
- Announce (Bejelentés): a hálózati szolgáltatások használják, hogy közzétegyék a jelenlétüket.

Az SSDP UDP unicast és multicast csomagokat használ a szolgáltatások bejelentésére. A multicast cím IPv4-es környezetben: 239.255.255.250. Az SSDP IPv6-os környezetben a hatókör függvényében a következő multicast címeket használja:
| Hatókör               | Cím     |
| --------------------- | ------- |
| Link-local........... | ff02::C |
| Site-local........... | ff05::C |

Az SSDP alapértelmezetten az 1900-as porton kommunikál.

## Külső hivatkozások
- SSDP 1.0 rev.0 és SSDP 1.0 rev.3 (angol)